# Ulota pycnophylla
Ulota pycnophylla är en bladmossart som beskrevs av Per Karl Hjalmar Dusén och Nicolajs Malta 1927. Ulota pycnophylla ingår i släktet ulotor, och familjen Orthotrichaceae. Inga underarter finns listade i Catalogue of Life.